# Cuộc nổi loạn Kielce (1918)

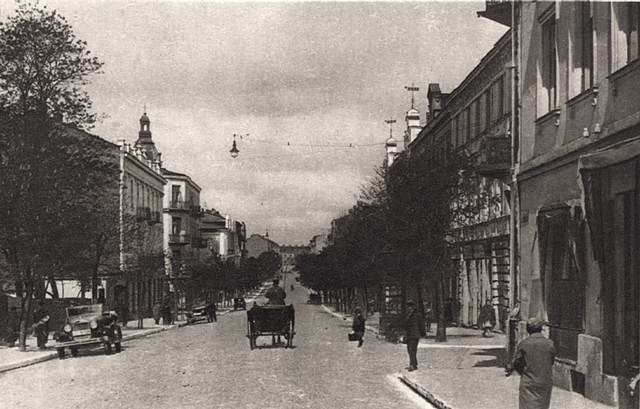
Kielce vào những năm 1920, đường Sienkiewicza nơi đặt Nhà hát Ba Lan

Cuộc nổi loạn Kielce (1918) xảy ra vào ngày 11 tháng 11 năm 1918, tại thị trấn Kielce nằm ở tỉnh Świętokrzyskie của Ba Lan. Theo Bản báo cáo của Henry Morgenthau năm 1919: Trong suốt cuộc chiến giành độc lập của Ba Lan cho đến khi kết thúc Chiến tranh thế giới lần thứ nhất, ngay sau khi quân đội Áo-Hung được sơ tán khỏi Kielce, chính quyền thành phố đã cho phép cộng đồng người Do Thái ở địa phương tổ chức một cuộc mít tinh tại Nhà hát Ba Lan. Những người tham gia cuộc mít tinh hô vang khẩu hiệu về quyền được tự chủ chính trị và văn hóa. [1] Theo một nguồn tin của Hoa Kỳ, trong cuộc biểu tình, có một số bài phát biểu đưa ra nhằm chống lại Ba Lan. Điển hình là khi luật sư Frajzyngier phát biểu bằng tiếng Ba Lan, ông đã bị đám đông bên dưới la ó. Họ tức giận hét lên: "Không có tiếng Ba Lan ở đây!". Khi cuộc họp diễn ra, một đám đông người Ba Lan đã tập trung bên ngoài nhà hát để xem diễn biến của nó như thế nào. [1]
Theo Bản báo cáo của Henry Morgenthau cho thấy: Vào lúc 6:30 p.m, cuộc họp bắt đầu kết thúc và chỉ còn lại khoảng 300 người trong khán phòng. Một lúc sau, một nhóm binh lính bước vào nhà hát và bắt đầu tìm kiếm vũ khí, dồn người Do Thái về phía cầu thang, nơi một số người được trang bị gậy gộc và lưỡi lê với mục đích đánh người Do Thái khi họ rời khỏi tòa nhà. Bên ngoài nhà hát, người Do Thái lại bị tấn công bởi một đám đông khác. Những ngôi nhà và cửa hàng của người Do Thái bị phá huỷ. Trong khoảng thời gian đó, có bốn người Do Thái đã bị giết và một số lượng lớn bị thương. Morgenthau đã viết rằng: "Một số thường dân bị truy tố vì tham gia vào cuộc mít tinh này", tuy nhiên những người này vẫn chưa được đưa ra xét xử vào thời điểm ông hoàn thành Bản báo cáo này. [1] [4]